# هيثرو (فلوريدا)
هيثرو هي مجتمع ضواحي غير مدمج تقع في مقاطعة سيمينول، فلوريدا، الولايات المتحدة. يقع مطار هيثرو على ممر I-4 في وسط فلوريدا، على بعد 19 ميلاً شمال شرق أورلاندو و 38 ميلاً جنوب غرب دايتونا بيتش. هيثرو عبارة عن مجتمع سكني خاص مسوّر مخطط له بشكل رئيسي يضم قرابة 2200 منزل، ومركز هيثرو الدولي للأعمال، وهو مجمع مكاتب. أسس جينو بولوتشي، وهو رائد أعمال في مجال الأغذية، منطقة هيثرو عام 1985. كانت المنطقة مصدرًا للكرفس المستخدم في صنع «أطعمة تشن كينغ» الصينية على الطريقة الأمريكية. كان عدد السكان قرابة 4068 في تعداد عام 2000. تعتبر هيثرو موطن المقر الوطني لجمعية السيارات الأمريكية (AAA).
هيثرو جزء من منطقة أورلاندو - كيسيمي - سانفورد متروبوليتان الإحصائية.

## الجغرافيا والمواصلات
إحداثيات منطقة هيثرو 28°46′22″N 81°22′17″W / 28.77278°N 81.37139°W (28.772770، -81.371397).
وفقًا لمكتب الإحصاء بالولايات المتحدة تبلغ مساحة هيثرو الإجمالية 3.3 ميل مربع (8.5 كـم2) ، منها 2.8 ميل مربع (7.3 كـم2) أراضٍ و 0.5 ميل مربع (1.3 كـم2) (16.01٪) مسطحات مائية.
الطريق السريع الرئيسي الذي يخدم هيثرو هو الطريق السريع 4، والذي يعبر الولاية من شاطئ دايتونا في الشرق إلى تامبا في الغرب.

## الاقتصاد
هيثرو هي المقر الوطني لجمعية السيارات الأمريكية (AAA).

## روابط خارجية
- هيثرو، فلوريدا - دليل الزوار ودليل العقارات

قالب:Seminole County, Florida